# Reprezentacja Kolumbii w rugby union mężczyzn
Reprezentacja Kolumbii w rugby mężczyzn – zespół rugby, biorący udział w imieniu Kolumbii w meczach i sportowych imprezach międzynarodowych, powoływany przez selekcjonera, w którym mogą występować wyłącznie zawodnicy posiadający obywatelstwo kolumbijskie. Za jego funkcjonowanie odpowiedzialny jest Kolumbijski Związek Rugby.

## Udział wPucharze Świata
- 1987 - Nie brała udziału
- 1991 – 2011 – Nie zakwalifikowała się